# Jannik Huth
Jannik Huth (Bingen, Alemania, 15 de abril de 1994) es un futbolista alemán que juega en la posición de guardameta y su club es el SC Friburgo de la 1. Bundesliga.

## Trayectoria

### Comienzos
Jannik Huth creció cerca de Guldental y empezó a jugar al fútbol con los clubes locales como el SG Guldental y el Hassia Bingen. Posteriormente se incorporó a las categorías inferiores del 1. FSV Maguncia 05 II y finalmente llegó al segundo equipo del plantel. 
Debutó oficialmente en la 3. Liga con el Maguncia 05 el 5 de octubre de 2014 contra el Holstein Kiel.

### Selección nacional
A finales de agosto de 2015, Huth recibió su primera llamada para integrar un equipo juvenil de Alemania. Fue nominado como reemplazo de Odisseas Vlachodimos en el equipo sub-21.
En 2016 formaría parte del plantel de la selección de fútbol sub-23 de Alemania para disputar el torneo masculino de fútbol en los Juegos Olímpicos de Río de Janeiro 2016, donde ganaría la medalla de plata tras perder contra Brasil 5-4 por penales.

## Clubes
| Club                      | País         | Año       |
| ------------------------- | ------------ | --------- |
| 1. FSV Maguncia 05 II     | Alemania     | 2013-2014 |
| 1. FSV Maguncia 05        | Alemania     | 2014-2019 |
| Sparta Rotterdam (cedido) | Países Bajos | 2018      |
| SC Paderborn 07           | Alemania     | 2019-2024 |
| SC Friburgo               | Alemania     | 2024-     |

## Palmarés

### Campeonatos internacionales
| Título           | Club (*)                     | Sede           | Año  |
| ---------------- | ---------------------------- | -------------- | ---- |
| Juegos Olímpicos | Selección de Alemania sub-23 | Río de Janeiro | 2016 |